# Стефка Костадинова
Стефка Георгиева Костадинова е българска спортистка, състезателка по лека атлетика. Олимпийска шампионка и многократна носителка на европейски и световни титли, световна рекордьорка в дисциплината скок на височина от 1987 до 2024 година. Председателка на Българския олимпийски комитет (БОК) от 2005 до 2025 година.

## Биография
Стефка Костадинова е родена на 25 март 1965 г. в Пловдив. Кариерата си започва с гимнастика и плуване. Учи в Средното спортно училище „Васил Левски“ в град Пловдив. В VII клас вече е „майстор на спорта“, а в X клас скача 190 см. Първия си скок над 2 метра прави на 25 август 1984 г. в София. След спортното училище, завършва спортен педагогически профил в Пловдивския университет „Паисий Хилендарски“.
През 1989 г. се омъжва за своя треньор Николай Петров. През 1995 г. става майка на син на име Николай. По-късно Петров и Костадинова се разделят. На 9 юни 2007 г. в курорта „Елените“ се омъжва за дългогодишния си приятел Николай Попвасилев.
През 1999 г. Стефка Костадинова става вицепрезидент на Българската федерация по лека атлетика. През 2002 г. е избрана за заместник-председател на Държавната агенция за младежта и спорта. На 11 ноември 2005 г. е избрана за председател на Българския опимпийски комитет. Четири години по-късно е преизбрана за втори мандат, на 9 май 2013 г. е избрана за трети път, на 23 март 2017 г. е избрана за четвърти, а на 5 май 2021 г. – за пети мандат като председател на Българския олимпийски комитет.
През 2025 г. се кандидатира за шести мандат начело на БОК, официално подкрепена от санкционирания за корупция Делян Пеевски (ДПС – Ново начало). При тайното гласуване на 19 март губи от Весела Лечева с 33 на 48 гласа.
По искане на Костадинова МВР запечатва сградата на БОК; следва внасяне на жалби в съда срещу избора на Лечева, чието встъпване в длъжност е блокирано. Допуска се, че кампанията по обжалване е активирана от Делян Пеевски. Международният олимпийски комитет признава за легитимен председател на БОК Весела Лечева.
Костадинова владее английски и руски език.

## Спортни успехи
На 30 август 1987 г. на Световното първенство по лека атлетика в Рим, Италия, поставя световен рекорд в скока на височина от 209 см. Този рекорд е подобрен на 7 юли 2024 година от украинката Ярослава Магучих, която скача 210 см. През 1997 г. се отказва официално от състезателната си кариера.
- Две световни титли на открито – Рим 1987 и Гьотеборг 1995 г.[3][6]
- Пет световни титли в зала – Париж 1985 и 1997 г., Индианаполис 1987 г., Будапеща 1989 г. и Торонто 1993 г.[3][6][15]
- Една европейска титла на открито – Щутгарт 1986 г.[3][6]
- Четири европейски титли в зала – Пирея 1985 г., Лиевен 1987 г., Будапеща 1988 г. и Париж 1994 г.[3][6][15]
- Победителка във финала на Световната купа – Канбера 1985 г.[3][6]
- Олимпийска шампионка от летните олимпийски игри в Атланта през 1996 г.[6][15]
- Cребърен медал от летните олимпийски игри в Сеул през 1988 г.[6][15]

## Признание и награди
- Носителка на орден „Стара планина“, I степен през 1996 г.[6][16]
- Почетен гражданин на Пловдив.[17]
- Приета в „Залата на славата на световната атлетика“ през 2012 г.[18][19]
- Най-добър спортист на Балканите за 1985, 1987, 1995, 1996 и 1997 г.[3][15]
- Спортист № 1 на България за 1985, 1987, 1995 и 1996 г.[3][15]
- Спортист № 2 на България за 1986, 1988 и 1997 г.
- Спортист № 3 на България за 1989 г.
- В Топ-10 при определяне на най-добър спортист на България за 1993 г.